# Annales Ceccanenses

Les Annales Ceccanenses — ou Annales de Ceccano — appelées aussi Chronicon Ceccanense ou Chronicon Fossae Novae, sont une série d'annales, probablement écrites entre la fin du XIIe siècle et le début du XIIIe siècle par un moine de l'abbaye de Fossanova (Latium), et couvrant la période allant de la naissance de Jésus à 1218.
Les Annales Ceccanenses, beaucoup plus détaillées à partir de 1156, constituent une source très importante concernant les événements dont la région de Ceccano fut le théâtre, à cause des tensions entre le pape Alexandre III et l'empereur germanique Frédéric Barberousse qui cherche à étendre son pouvoir sur toute l'Italie. Dans ces annales, très hostiles à l'Empire germanique, est insérée notamment à l'année 1192 une diatribe contre l'empereur Henri VI.
Pour Georg Heinrich Pertz et Pierre Toubert, l'auteur de ces annales pourrait être un certain Benedictus (Benoît), notaire au service des comtes de Ceccano (it).